# Robbie Findley
Pour les articles homonymes, voir Findley.
Robbie Findley est un joueur international américain de soccer né le 4 août 1985 à Phoenix. Il évolue au poste d'attaquant.
Il est le cousin de Mike Bibby, le meneur des Hawks d'Atlanta et de Shaun McDonald, le wide receiver des Lions de Detroit.

## Biographie
Le 23 décembre 2010, le club anglais de Nottingham Forest annonce la signature du joueur, en fin de contrat avec le Real Salt Lake. Le 21 septembre 2012, il est prêté un mois à Gillingham.
Le 16 janvier 2013, le Real Salt Lake annonce le retour de Findley en MLS.